# Сюнин
Сюни́н (кит. упр. 休宁, пиньинь Xiūníng) — уезд городского округа Хуаншань провинции Аньхой (КНР).

## История
Во времена империи Хань в 208 году был создан уезд Сюян (休阳县). В эпоху Троецарствия он оказался в составе царства У и был переименован в Хайян (海阳县). После объединения китайских земель в империю Цзинь он был переименован в Хайнин (海宁县). Во времена империи Суй в 598 году уезд получил название Сюнин.
После того, как в ходе гражданской войны эти земли перешли под власть коммунистов, в июле 1949 года был образован Специальный район Хойчжоу (徽州专区), и уезд вошёл в его состав. В 1956 году Специальный район Хойчжоу был расформирован, и уезд перешёл в состав Специального района Уху (芜湖专区). В апреле 1961 года Специальный район Хойчжоу был воссоздан, и уезд вернулся в его состав. В марте 1971 года Специальный район Хойчжоу был переименован в Округ Хойчжоу (徽州地区).
27 ноября 1987 года решением Госсовета КНР округ Хойчжоу был преобразован в городской округ Хуаншань.

## Административное деление
Уезд делится на 10 посёлков и 11 волостей.